# Antocha angusticellula
Antocha angusticellula är en tvåvingeart som beskrevs av Alexander 1969. Antocha angusticellula ingår i släktet Antocha och familjen småharkrankar. Inga underarter finns listade i Catalogue of Life.